# Maurice Giboulet
Pour les articles homonymes, voir Giboulet.
Maurice Giboulet est un homme politique et résistant français né le 17 avril 1914 à Mélisey et mort le 11 juin 1995 à Lure.

## Biographie
Maurice Giboulet naît le 17 avril 1914. Il devient maire de Saint-Barthélemy à la Libération, il est membre du Parti communiste français jusqu'à ce que Georges Marchais en prenne la tête. Il est l'objet d'une polémique[Laquelle ?] en 1986, lorsqu'il reçoit la Légion d'honneur.